# Jesse Bosch
Jesse Bosch (ur. 1 lutego 2000 w De Lutte) – holenderski piłkarz, grający na pozycji pomocnika w polskim klubie GKS Katowice na poziomie Ekstraklasy.

## Kariera klubowa

### FC Twente
Urodzony w De Lutte, Bosch grał jako młody zawodnik w klubie SV De Lutte, zanim przeniósł się do FC Twente, gdzie rozwijał się na poziomie młodzieżowym. 26 maja 2018 r. zadebiutował w drużynie rezerw, Jong FC Twente, w Derde Divisie w zwycięskim meczu 1:3 nad ODIN '59. Niedługo później klub Jong FC Twente został usunięty z holenderskiego systemu lig piłkarskich, ponieważ pierwszy zespół spadł z najwyższej klasy rozgrywkowej Eredivisie, Bosch grał w drużynie rezerw w Beloften Eredivisie. W 2019 r. został oficjalnie przesunięty z kadry U-19 do Jong FC Twente.
W sezonie 2019/20 stał się stałym graczem pierwszej drużyny Twente. Swój profesjonalny debiut zaliczył 30 października 2019 r. w wygranym 0:2 meczu Pucharu KNVB z De Treffers. Bosch wszedł na boisko w 63. minucie, zastępując Lindona Selahiego. Podczas obozu przygotowawczego w przerwie zimowej wywarł dobre wrażenie na trenerze Gonzalo Garcíi Garcíi, który dał mu miejsce w podstawowym składzie na kolejny mecz z FC Groningen 18 stycznia 2020 r.

### Willem II Tilburg
28 lipca 2022 roku Bosch podpisał dwuletni kontrakt z klubem Willem II.
W swoim drugim sezonie Bosch odegrał kluczową rolę w wygraniu tytułu mistrzowskiego ligi, występując w niemal każdym meczu i strzelając kilka kluczowych bramek, w tym strzał z dystansu przeciwko ADO Den Haag, który pomógł zapewnić klubowi awans do Eredivisie.

### GKS Katowice
Latem 2025 roku Bosch podpisał trzyletni kontrakt z klubem GKS Katowice, obowiązujący do 30 czerwca 2028 roku.

## Sukcesy
Willem II
- Mistrzostwo Eerste divisie: 2023/24[3]